# Jean Mairey
Jean, Marie, Albert Mairey, né le 9 août 1907 à Dijon et mort le 16 octobre 1982 à Montbard, est un militant socialiste, résistant, compagnon de la Libération et haut fonctionnaire français.

## Biographie
Il est le fils d’Alphonse Mairey, professeur agrégé d’histoire et de géographie au lycée de Dijon, coauteur de manuels scolaires, et militant socialiste. Alphonse Mairey est tué pendant la Première Guerre mondiale sur le front de Champagne en juin 1915,.
La mère de Jean Mairey, Marie-Anne Cernesson, épouse en secondes noces Robert Delavignette en 1931.
Jean Mairey étudie au lycée Carnot de Dijon et à la faculté de lettres de Dijon, puis à celle de Strasbourg. Comme son père, il devient professeur agrégé d'histoire et de géographie. En 1933, il commence sa carrière de professeur à Épinal, puis enseigne au lycée Carnot de Dijon à partir de 1936,.
Le 23 décembre 1933, à Barr, il épouse Geneviève Schmidt. Il a deux fils, François et André.
Il milite au sein de la Section française de l'Internationale ouvrière (SFIO). À partir de 1936, il écrit de nombreux articles dans le Socialiste côte-d’orien. D’abord partisan de la non-ingérence dans la guerre d'Espagne, il se prononce pour l'intervention dans un article du 1er février 1938. Il fait partie du courant de gauche Bataille socialiste au sein de la SFIO. Il est hostile aux accords de Munich et les attaque dans une série d'articles de presse.

### Au sein de la Résistance
Après l'armistice, il est démobilisé avec le grade d'aspirant. À son retour à la vie civile, compte tenu de son militantisme d'avant-guerre, les autorités de Vichy l'empêchent de retrouver son poste à Dijon. Grâce à l'appui de l'Inspecteur général Jules Isaac, qui sera révoqué en vertu du statut discriminatoire des Juifs pris par le régime de Vichy, il est affecté au lycée du Parc à Lyon à partir du 1er septembre 1940,.
Jean Mairey s'engage rapidement dans la Résistance. Il participe aux réunions autour du groupe « Esprit » d'Emmanuel Mounier, qui seront à l'origine de la création de plusieurs mouvements et organisations de résistance auxquels il adhère. Avec son collègue du lycée du Parc, Georges Bidault, il assure la rédaction de plusieurs journaux clandestins. De mai à octobre 1942, le journal Combat, organe du mouvement du même nom, est rédigé à son domicile. C'est chez lui aussi qu'est préparé l'appel du 14 juillet 1942 qui entraîne des manifestations de masse, en particulier à Lyon,.
Il participe en tant que responsable à l'organisation du NAP, « Noyautage des administrations publiques »,,.
Avec Pierre-Henri Teitgen, il s'occupe de l'échelon régional du Comité général d'Études (CGE), un groupe d’experts chargé au nom du Général de Gaulle de préparer les mesures immédiates à prendre dès la libération du territoire. Avec Auguste Pinton, il continue de réaliser la même mission pour les Mouvements unis de Résistance (MUR),.
En octobre 1943, pour échapper à la Gestapo, qui le recherche activement, il se fait muter au lycée Hoche à Versailles et enseigne à son annexe de Saint-Cloud.
Mais, au début du printemps 1944, toujours activement recherché, il doit se faire oublier. Il s'installe alors en Côte d'Or où il se consacre au NAP dans la région Bourgogne et participe à la mise en place des Comités départementaux de Libération (CDL). Il est l'adjoint de Jean Bouhey, nommé, par la France Libre, Commissaire de la République pour la Bourgogne et la Franche-Comté.
Le mois d'août 1944, Jean Bouhey est grièvement blessé et ne peut plus assurer ses fonctions. Jean Mairey est désigné pour le remplacer et devient commissaire par intérim. Le 2 septembre, il est gravement blessé au crâne dans un accident de la circulation à Paris. Bien qu'il lui soit préconisé un repos complet, il prend ses fonctions, le 11 septembre 1944, à Dijon au lendemain de la libération de la ville.

### Après-guerre
Le 22 mars 1946, la fonction de Commissaire de la République est supprimée et il devient, le 1er avril 1946, préfet de Seine-inférieure à Rouen.
Le 1er juillet 1954, Pierre Mendès-France le nomme Directeur général de la Sûreté nationale. Dans ses rapports, il dénonce les « dérives » des forces de l'ordre en Algérie,,.
Le 10 juillet 1954, il devient Secrétaire général du ministère de l'Intérieur. Le 1er janvier 1958, il est nommé Inspecteur Général de l'Administration en Mission Extraordinaire (IGAME) de la région Aquitaine à Bordeaux. Le 1er août 1958, avec le retour au pouvoir du Général de Gaulle, il reprend son poste de Secrétaire général du ministère de l'Intérieur,,.
Le général de Gaulle le charge de l'organisation du voyage en France de Nikita Khrouchtchev, du 23 mars au 3 avril 1960,.
De 1961 à 1964, il est président-directeur général (PDG) de la société Avenir-Publicité. Puis il reprend son métier d'enseignant dans les lycées Buffon puis Charlemagne à Paris. Il prend sa retraite en 1972,,.
À partir de 1963, Jean Mairey est membre du conseil de l'Ordre de la Libération,,.
D'octobre 1952 à mars 1970, il occupe les fonctions de Président de la Société d'Entraide des Compagnons de la Libération (SECL) dont il est le cofondateur,,.

## Reconnaissance
- Une allée à Dijon et une rue à Montbard portent son nom.

## Distinctions
- Commandeur de la Légion d'honneur (Légion d'honneur le 4 mars 1946 ; officier le 26 novembre 1953 ; commandeur le 31 juillet 1959)[8] ;
- Compagnon de la Libération (décret du 27 décembre 1945)[8] ;
- Croix de guerre 1939–1945[8].